# Niklas Stark
Niklas Stark (ur. 14 kwietnia 1995 w Neustadt an der Aisch) – niemiecki piłkarz występujący na pozycji obrońcy w niemieckim klubie Hertha BSC oraz w reprezentacji Niemiec. Wychowanek 1. FC Nürnberg.